# ATC C04 – Perifériás értágítók
Az ATC C04 – Perifériás értágítók a gyógyszerek anatómiai, gyógyászati és kémiai osztályozási rendszerének (ATC) egyik alcsoportja.
| ATC C   | Kardiovaszkuláris rendszer               |
| ------- | ---------------------------------------- |
| ATC C01 | Szívre ható szerek                       |
| ATC C02 | Vérnyomáscsökkentők                      |
| ATC C03 | Diuretikumok                             |
| ATC C04 | Perifériás értágítók                     |
| ATC C05 | Vazoprotektív szerek                     |
| ATC C07 | Béta-receptor-blokkolók                  |
| ATC C08 | Kalciumcsatorna-blokkolók                |
| ATC C09 | Renin-angiotenzin rendszerre ható szerek |
| ATC C10 | Szérum lipidszintet csökkentő szerek     |

## C04A 	Perifériás értágítók

### C04AA2-amino-1-feniletanolszármazékok
| C04AA01 | Izoxszuprin | Isoxsuprine |
| C04AA02 | Bufenin     | Buphenine   |
| C04AA31 | Bametán     | Bamethan    |

### C04AB 	Imidazolin származékok
C04AB01 Phentolamine
C04AB02 Tolazoline

### C04AC 	Nikotinsav és származékai
| C04AC01 | Niacin                           | Nicotinic acid                      | Acidum nicotinicum |
| C04AC02 | Nikotinalkohol (piridilkarbinol) | Nicotinyl alcohol (pyridylcarbinol) |                    |
| C04AC03 | Inozit-nikotinát                 | Inositol nicotinate                 |                    |
| C04AC07 | Ciklonikát                       | Ciclonicate                         |                    |

### C04ADPurinszármazékok
C04AD01 Pentifylline
C04AD02 Xantinol nicotinate
C04AD03 Pentoxifylline
C04AD04 Etofylline nicotinate
QC04AD90 Propentofylline

### C04AE 	Ergot-alkaloidok
C04AE01 Ergoloid mesylates
C04AE02 Nicergoline
C04AE04 Dihydroergocristine
C04AE51 Ergoloid mesylates, combinations
C04AE54 Dihydroergocristine, combinations

### C04AFEnzymes
C04AF01 Kallidinogenase

### C04AX Egyéb perifáriás értágítók
| C04AX01 | Ciklandelát    | Cyclandelate     |
| C04AX02 | Fenoxibenzamin | Phenoxybenzamine |
| C04AX07 | Vinkamin       | Vincamine        |
| C04AX10 | Moxiszilit     | Moxisylyte       |
| C04AX11 | Benciklán      | Bencyclane       |
| C04AX17 | Vinburnin      | Vinburnine       |
| C04AX19 | Szulkotidil    | Sulcotidil       |
| C04AX20 | Buflomedil     | Buflomedil       |
| C04AX21 | Naftidrofuril  | Naftidrofuryl    |
| C04AX23 | Butalamin      | Butalamine       |
| C04AX24 | Viznadin       | Visnadine        |
| C04AX26 | Cetiedil       | Cetiedil         |
| C04AX27 | Cinepazid      | Cinepazide       |
| C04AX28 | Ifenprodil     | Ifenprodil       |
| C04AX30 | Azapetin       | Azapetine        |
| C04AX32 | Fazudil        | Fasudil          |